# Maestre pie Venerini
Le Maestre Pie Venerini sono un istituto religioso femminile di diritto pontificio; i membri di questa congregazione pospongono al loro nome la sigla M.P.V..

## Storia

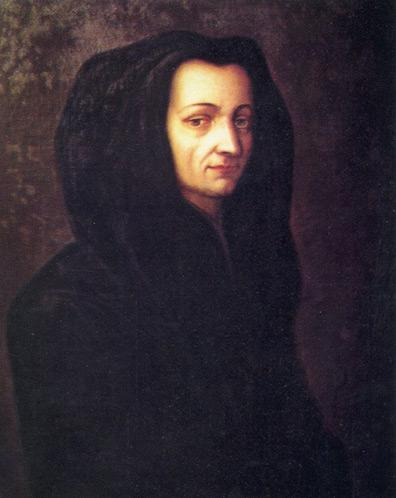
Rosa Venerini, fondatrice della congregazione

La congregazione sorse su iniziativa del cardinale Marcantonio Barbarigo, vescovo di Montefiascone: nel 1692 affidò l'incarico di aprire scuole popolari per fanciulle nella sua diocesi a Rosa Venerini (1656-1728), che nel 1685 aveva iniziato a dedicarsi all'educazione femminile a Viterbo e aveva già aperto alcune scuole gratuite.
Nel 1707 la sua discepola Lucia Filippini aprì una scuola autonoma a Roma, dando origine a una nuova congregazione indipendente di Maestre Pie.
Le Maestre Pie di Rosa Venerini si svilupparono come società di vita comune senza voti: il 20 luglio 1923 venne riconosciuta come congregazione religiosa di diritto diocesano e il 13 giugno 1926 vennero approvate le sue nuove costituzioni.
Il 4 maggio 1952 la Venerini fu beatificata da papa Pio XII; il 15 ottobre 2006 fu canonizzata in piazza San Pietro da papa Benedetto XVI.

## Attività e diffusione
Le Maestre Pie Venerini si dedicano all'istruzione ed all'educazione cristiana della gioventù.
Oltre che in Italia, sono presenti in Albania, Brasile, Camerun, Cile, India, Nigeria, Romania, Stati Uniti d'America e Venezuela; la sede generalizia è a Roma.
Al 31 dicembre 2005, la congregazione contava 418 religiose in 74 case.
La congregazione Maestre Pie Venerini, attualmente, è guidata dalla Madre Generale Suor Eliana Massimi e conta numerose scuole operanti in Italia e nel mondo accomunate dal motto “Educare per liberare” che incarna il carisma della fondatrice (Santa Rosa Venerini).

## Scuole Venerini in Italia
Originariamente le scuole intitolate a Santa Rosa Venerini si occupavano esclusivamente dell’educazione femminile. La prima scuola fu aperta da Rosa Venerini, con l’appoggio del vescovo Urbano Sacchetti, nel 1685 a Viterbo. Nel corso del tempo le scuole Venerini si diffusero in tutta Italia: le prime furono quelle di Ariccia, Marino e Ancona. Solitamente venivano aperte per volere della chiesa, sostenuta dalle famiglie facoltose locali che mettevano a disposizione strutture di loro proprietà.
Attualmente le scuole Venerini sono aperte a tutti e coprono ogni ordine e grado di scuola (dalla scuola dell’Infanzia alla scuola secondaria di II grado). Sono localizzate soprattutto nella parte centrale della nostra penisola e hanno raggiunto tutte la forma giuridica di scuola paritaria (alcune vengono gestite da associazioni ONLUS o Cooperative sociali).
| CITTÀ                    | ANNO FONDAZIONE ISTITUTO | ORDINE E GRADO D’ISTRUZIONE                                          |
| ------------------------ | ------------------------ | -------------------------------------------------------------------- |
| Ancona                   | 23 dicembre 1736         | Infanzia/Primaria /Secondaria I grado                                |
| Ariccia (RM)             | 20 giugno 1730           | Infanzia/Primaria                                                    |
| Chiusi (SI)              | 1930                     | Infanzia                                                             |
| Fano (PU)                | 1857                     | Infanzia/Primaria /Secondaria I grado                                |
| Livorno                  | Anni 60 del XX sec       | Infanzia                                                             |
| Marino (RM)              | 15 agosto 1732           | Infanzia / Primaria                                                  |
| Marotta (PU)             | 1934                     | Infanzia                                                             |
| Napoli "Venerini garden" |                          | Infanzia - Primaria                                                  |
| Oriolo (VT)              |                          | Secondaria I grado                                                   |
| Pesaro                   | 1753                     | Nido /Infanzia/Primaria                                              |
| Rieti                    |                          | Infanzia                                                             |
| Roma                     |                          | Infanzia /Primaria                                                   |
| Ronciglione (VT)         |                          | Infanzia                                                             |
| Sansepolcro              | 1752                     | Infanzia/Primaria                                                    |
| Termini Imerese (PA)     | 1959                     | Infanzia                                                             |
| Tolentino (MC)           | 1952                     | Infanzia                                                             |
| Velletri (RM)            | 1745                     | Infanzia/Primaria /Secondaria I grado                                |
| Viterbo                  | 1685                     | Infanzia /Primaria/Secondaria II grado (Liceo Scientifico Biologico) |

## La Congregazione Maestre Pie Venerini nel mondo
La Congregazione Maestre Pie Venerini è attiva in diversi paesi del mondo con progetti educativi, formativi e di sostegno per le categorie svantaggiate.
Albania    Sono presenti in questo Paese dal 1995. Il forte flusso migratorio di quegli anni creava spaccature all’interno delle famiglie: i genitori emigravano in cerca di fortuna e i bambini rimanevano senza una guida, costretti a far fronte da soli alle vicissitudini della vita, diventando preda di traffici disonesti e di vite umane. Nel 1998 le Maestre Pie Venerini fondano il Centro Giovanile in cui si svolgono diverse attività per ragazzi dai 6 ai 14 anni, con l’intento di educarli allo stare insieme, al rispetto reciproco e alla diversità. Le attività sono: doposcuola 6-12 anni; corsi di musica, danza e teatro; attività ludiche e sportive.
Nel 2014 Viene fondata a Gjader  “Casa Rozalba” che, a partire da gennaio 2015, accoglie ragazze tra i 10 e i 18 anni con problemi familiari di violenza, abuso, estrema povertà. La casa, situata all’interno di un centro diurno, può ospitare, oltre alle ragazzine, donne adulte che, segnalate dai servizi sociali, hanno bisogno di protezione.
Benin   La missione Venerini qui è iniziata nel 1987 quando un gruppo di suore statunitensi, italiane e brasiliane istituirono una comunità che d’accordo con il vescovo locale si occupò per sei anni della gestione di un lebbrosario, prendendosi cura dei malati. L’attività della congregazione continua oggi nelle loro scuole
Brasile L’opera missionaria brasiliana iniziò nel 1975 a Paripiranga, nel 1980 si trasferì a Lagarto che divenne casa centrale. Nel 1996 fu eretta la Provincia brasiliana, che oggi conta oltre 30 suore operanti nelle comunità africane, cilene, brasiliane e italiane. Oggi la comunità brasiliana svolge il suo lavoro di istruzione e formazione attraverso le sue scuole.
Camerun Qui sono presenti dal 1987, anno in cui fondarono la casa centrale. Iniziarono la loro attività portando assistenza ai poveri nei villaggi. Successivamente aprirono una scuola, di indirizzo professionale e tecnico, per ragazze. La scuola ha ottenuto diversi riconoscimenti dalle autorità locali
Cile In Cile l’attività della Congregazione è iniziata nel 1997 a Rancagua. Le suore si occupano, nelle loro scuole, dell’istruzione dei bambini; offrono assistenza ai minori abbandonati e svolgono attività pastorale.
Il 24 novembre 2018, grazie al lavoro delle suore e al sostegno dell’Associazione “Noi e Marianna" e dei monaci trappisti locali, è stata inaugurata “La casa di Marianna”, struttura nata come centro di formazione per donne e adolescenti che vivono in condizioni di disagio, subiscono violenze e affrontano maternità in età precoce. All’interno della struttura ci sono i laboratori di cucito, ricamo, cucina, che permettono alle ospiti di avviarsi a una nuova professione per la vita adulta
India Nel 1974 è iniziata l’attività della Congregazione in India, a Kozhicode (in Kerala), con l’istituzione di una scuola materna e la formazione di giovani ragazze che intendevano condividerne l’organizzazione. Successivamente le suore hanno aperto conventi e scuole (dall’infanzia alla scuola secondaria di II grado) in diversi stati; le scuole sono in lingua inglese.
Sono stati aperti due istituti, per bambini ipovedenti e ciechi, denominati “casa della Luce” (traduzione italiana del nome dell’istituto). Il primo (Dypa Layam) nel 1990 ad Amminikkad (Kerala), il secondo (Jyoti Niketan) nel 1991 a Narengi (Assam); ospitano in totale, circa 80 bambini dai 3 ai 13 anni che imparano a leggere e scrivere con il braille. Dopo la scuola media, viene dato sostentamento a chi vuole proseguire negli studi.
Altre attività svolte dalle suore sono: assistenza a disabili e lebbrosi, sostegno ai poveri e ai carcerati, emancipazione femminile.
Madagascar Nel febbraio 2021 è nata la prima scuola Venerini in Madagascar che, seppur recente, conta quasi 400 iscritti tra Scuola dell’infanzie, primaria e secondaria di I grado
Attualmente, per fornire acqua alla scuola, evitando ai ragazzi lunghi cammini per procurarsela, stanno provvedendo alla costruzione di un pozzo.
Romania Le prime suore arrivarono nel 1993 e si stabilirono a Bacau, dove svolgevano attività parrocchiali e si mettevano a disposizione della popolazione. Durante l’estate organizzavano, a Bacau e Pildesti, i campi scuola “Estate Ragazzi”; la struttura di Bacau venne ricostruita nel 1999 annettendo una scuola materna. Nel 1997 fu inaugurata la struttura di Targu jiu (dal 2014 la gestita dalla comunità ortodossa “Vasiliada”) e nel 2000 quella di Pildesti, entrambe composta da comunità e scuola materna.
Stati Uniti Quella statunitense fu la prima comunità Venerini fuori dall’Italia: si stabilirono a Lawrence (Massachusetts) nel 1909. La loro attività era rivolta alle famiglie di immigrati italiani: si prendevano cura dei figli durante l’orario lavorativo dei genitori. Nel New England diedero vita al Programma “Day Care” che ebbe riconoscimento statale. Nel 1945 a Worcester (Massachusetts) prese vita la Venerini Academy che inizialmente comprendeva dalla scuola dell’infanzia alle superiori e dal 2009 è diventata Scuola materna ed elementare. Le altre attività svolte dalle suore negli Stati Uniti sono: assistenza medica, sostentamento a poveri e immigrati, centro di accoglienza per disabili mentali. 
Nigeria In Nigeria la congregazione arrivò nel 1993 su richiesta di un sacerdote locale che voleva affidare alle suore la formazione delle giovani che mostravano l’inclinazione diventare suore e la creazione di nuove scuole per ragazze (perché quelle parrocchiali erano sotto il controllo del governo militare). La mancanza di sicurezza per i popoli stranieri, soprattutto se bianchi, causò dei ritardi nei lavori: la missione vera e propria ebbe inizio a Enugu nel 2002; nel 2005 è stata inaugurata la casa che ospita le aspiranti suore, l’asilo nido, la scuola dell’infanzia, la scuola primaria. Le suore, inoltre, si occupano di bambini poveri, donando loro cibo e acqua, e delle famiglie disagiate. 
Italia Nasce nel 2006, a Livorno, il gruppo “Donne e trine”. Ha origine dalla volontà di ex alunne di riunirsi per ripercorrere periodo di studi trascorso insieme e, ognuna con le proprie competenze, alla realizzazione di manufatti di filo e ricamo. Gli incontri sono settimanali e può partecipare chiunque ne abbia voglia. Il ricavato ottenuto dalle vendite dei lavori del gruppo è utilizzato per supportare le missioni in Camerun.